# 岡山県道243号一宮備前一宮停車場線
岡山県道243号一宮備前一宮停車場線（おかやまけんどう243ごう いちのみやびぜんいちのみやていしゃじょうせん）は、岡山県岡山市北区を通る一般県道である。

## 概要
岡山市北区一宮からJR西日本吉備線 備前一宮駅前を通り、岡山市北区西辛川を結ぶ。
毎年8月第1土曜日の晩（18時から23時まで）には御田植祭の影響から自転車を除いて全面車両通行禁止となる。
ひらがなに直した場合、広島県道466号向島因島瀬戸田自転車道線とともに中国地方の県道では最も長い路線名称（22文字）である。ただし、本路線には県道標識などは一切ない。

### 路線データ
- 起点：岡山県岡山市北区一宮（岡山県道61号妹尾御津線交点）
- 終点：岡山県岡山市北区西辛川（西辛川交差点、国道180号交点）
- 総延長：0.2 km

## 地理

### 通過する自治体
- 岡山市（北区）

### 交差する道路
| 交差する道路           | 交差する場所 | 交差する場所        |
| ---------------------- | ------------ | ------------------- |
| 岡山県道61号妹尾御津線 | 一宮         | 起点                |
| 国道180号              | 西辛川       | 西辛川交差点 / 終点 |

### 沿線
- 吉備津彦神社
- 岡山市北区役所 一宮地域センター
- JR西日本吉備線 備前一宮駅